# Épouville
Épouville – miejscowość i gmina we Francji, w regionie Normandia, w departamencie Sekwana Nadmorska.
Według danych na rok 1990 gminę zamieszkiwało 2921 osób, a gęstość zaludnienia wynosiła 523 osoby/km² (wśród 1421 gmin Górnej Normandii Épouville plasuje się na 79. miejscu pod względem liczby ludności, natomiast pod względem powierzchni na miejscu 642.).